# Cynthia Erivo
Cynthia Chinasaokwu Onyedinmanasu Amarachukwu Owezuke Echimino Erivo (/əˈriːvoʊ/; sinh ngày 8 tháng 1 năm 1987), thường được biết đến với nghệ danh Cynthia Erivo, là một nữ diễn viên kiêm ca sĩ người Anh. Cô được biết tới qua vở nhạc kịch Broadway bản làm lại của The Color Purple (2015 - 2017). Vai diễn mang về cho cô nhiều giải thưởng, bao gồm một giải Tony hạng mục "Nữ diễn viên Nhạc kịch xuất sắc nhất" và một giải Grammy cho Album Nhạc kịch xuất sắc nhất (2016). Năm 2018, cô tham gia điện ảnh với các phim Widows và Bad Times at the El Royale.
Năm 2019, vai nhà hoạt động nhân quyền Harriet Tubman trong phim cùng tên mang về cho cô một đề cử giải Oscar cho nữ diễn viên chính xuất sắc nhất, cô cũng đồng thời sáng tác và thể hiện ca khúc nhạc phim "Stand Up" và được một đề cử ca khúc gốc trong phim xuất sắc nhất. Năm 2024, cô thủ vai Elphaba trong phim nhạc kịch Wicked (2024).
Ở lĩnh vực truyền hình, phim đầu tiên mà cô tham gia là Chewing Gum năm 2015. Cô sau đó góp mặt trong sê-ri chính kịch The Outsider (2020). Cô từng nhận được một đề cử giải Primetime Emmy cho Nữ chính xuất sắc với vai ca sĩ Aretha Franklin trong Genius: Aretha trên kênh National Geographic năm 2021. Cô cũng đã phát hành một số đĩa đơn và một album phòng thu mang tên Ch. 1 Vs. 1 (2021).

## Tiểu sử
Cynthia Erivo sinh ngày 8 tháng 1 năm 1987 tại Stockwell, South London, bố mẹ cô là người Nigeria nhập cư. Cha mẹ cô chia tay khi cô còn nhỏ. Nữ diễn viên có một em gái tên Nicolette.

## Danh sách phim

### Điện ảnh
| Năm  | Tên                        | Vai              | Ct            |
| ---- | -------------------------- | ---------------- | ------------- |
| 2018 | Widows                     | Belle            |               |
| 2018 | Bad Times at the El Royale | Darlene Sweet    |               |
| 2019 | Harriet                    | Harriet Tubman   |               |
| 2021 | Chaos Walking              | Hildy            |               |
| 2021 | Needle in a Timestack      | Janine Mikkelsen |               |
| 2022 | Pinocchio                  | The Blue Fairy   |               |
| 2023 | Drift                      | Jacqueline       | Đồng sản xuất |
| 2023 | Luther: The Fallen Sun     | Odette Raine     |               |
| 2024 | Wicked                     | Elphaba          |               |
| 2025 | Wicked Part Two            | Elphaba          | Hậu kỳ        |